# Something Nice Back Home
"Something Nice Back Home" (titulado "Algo bonito en casa" en España) es el décimo episodio de la cuarta temporada de la serie Lost, de la cadena de televisión ABC. Fue emitido originalmente el 1 de mayo de 2008 en Estados Unidos y Canadá, consiguiendo una audiencia media de 11,14 millones de espectadores. El episodio está escrito por los co-productores ejecutivos de la serie Edward Kitsis y Adam Horowitz, y dirigido por Stephen Williams. 

## Trama

### En la isla
Después de estar Jack enfermo todo un día, Juliet le diagnostica una apendicitis, decide operarlo y envía a Sun a buscar medicinas a la estación de Dharma. Ella va con Jin y con Daniel Faraday y Charlotte Lewis, de quienes los supervivientes desconfían cada vez más. Jin se da cuenta de que Charlotte sabe hablar en coreano y se enfrenta a ella tras culminar con éxito el viaje; la amenaza con herir a Faraday si siguen mintiendo sobre su misión y si no ayuda a Sun a salir de la isla.
Jack convence a Juliet para aplicarle sólo anestesia local, de manera que permanezca despierto durante la cirugía y pide a Kate sostener un espejo para poder ver y dirigir la operación. A medida que Juliet opera, está claro que la actividad de Jack es perjudicial y su enfermero-dentista Bernard lo duerme con cloroformo. La apendicectomía es un éxito. Al terminar, Juliet le dice a Kate que se besó con Jack, porque él quería "demostrar que no ama nadie más".
Mientras, en la selva, Sawyer le da a Miles una "orden de restricción" para que se mantenga alejado de Claire y Aaron, mientras van hacia la playa. En el camino, Miles descubre con sus dones los cuerpos parcialmente enterrados de Danielle Rousseau y Karl. Luego se encuentran con Frank Lapidus, quien salva sus vidas al aconsejarles que se escondan, pues el jefe de los mercenarios, Martin Keamy y su tropa, se acercan, tras regresar en el helicóptero desde el carguero Kahana. Por la noche, Miles observa como Claire se va con su fallecido padre Christian. Sawyer se levanta en la mañana y encuentra a Aaron solo, cerca de un árbol, llama a gritos a Claire y nadie responde.

### Flashforward
Jack ha regresado a su trabajo como médico cirujano en Los Ángeles. Vive con Kate después del juicio y le ayuda a criar a Aaron. Jack visita a Hugo en el manicomio. Hurley no ha querido tomar sus medicinas, tiene alucinaciones con su amigo muerto, Charlie Pace, y cree que los Seis de Oceanic han muerto y están en el cielo. Hugo le transmite a Jack un mensaje de Charlie: "No te corresponde cuidarlo". Charlie también le dijo a Hugo que Jack recibirá un visitante.
Después, acude a la casa de Kate y le pide matrimonio, esta acepta. En dos oportunidades, Jack ve a su padre y pide a su colega Erika Stevenson que le recete el tranquilizante clonazepam. Después de oír casualmente una conversación telefónica, Jack está celoso de Kate. En una acalorada discusión unas noches después, ella le cuenta que está haciendo algunas diligencias para Sawyer y Jack afirma que él se quedó en la isla porque así lo escogió. Aaron aparece en el momento en que Jack le dice a Kate sin tomar precauciones, que Aaron no es ni siquiera pariente de ella.

## Producción
El episodio fue escrito tras la huelga de guionista en Hollywood, el 10 de marzo de 2008 junto con los guiones del episodio anterior, "The Shape of Things to Come", y el posterior, "Cabin Fever". La grabación comenzó el 25 de marzo, a la vez que la del episodio anterior.